# After Burner
För albumet av ZZ Top, se Afterburner
After Burner är ett arkadspel släppt av SEGA 1987. Hårdvaran som spelets arkadversion använder sig av används även i arkadversionerna av Space Harrier och Out Run. Spelet Afterburner har konverterats till ett flertal olika format. En ny version av spelet till Xbox 360 kom 2006, och hette After Burner Climax.